# 1132 Hollandia
1132 Hollandia là một tiểu hành tinh vành đai chính bay quanh Mặt Trời. Nó hoàn thành một chu kỳ quay quanh Mặt Trời là 4 năm. Chu kỳ tự quanh là 6 giờ. Nó được phát hiện bởi H. Van Gent ngày 13 tháng 9 năm 1929 ở Johannesburg, South Africa. Hollandia is Latin name for Holland, a synonymous name for Hà Lan. Tên ban đầu của nó là 1929 RB1.